# 김동현 (2001년 1월)
김동현(2001년 1월 12일 ~ )은 대한민국의 축구 선수이며, 포지션은 미드필더이다.